# Marengo megye
Marengo megye az Amerikai Egyesült Államokban, azon belül Alabama államban található. Az állam nyugati-középső régiójában található Marengo megye Alabama Fekete Öv régiójának része . A Szőlő- és Olivakolónia , amelyet nagyrészt a haiti rabszolgalázadás francia gyarmati menekültjei hoztak létre , Marengo megyében volt, Ralph Abernathy polgárjogi vezető a Hopewell közösségben, Waldo L. Semon, a PVC (vinil) feltalálója pedig Demopolis ban született . Marengo megyét egy választott öttagú bizottság irányítja, és magában foglalja Linden és Demopolis bejegyzett közösségeit. Megyeszékhelye Linden, legnagyobb városa Demopolis. Lakosainak száma 19 323 fő (2020. április 1.). Marengo megye Greene, Perry, Dallas, Wilcox, Clarke, Choctaw, Hale és Sumter megyékkel határos.

## Története
Marengo megyét Alabama területi törvényhozása hozta létre 1818. február 6-án, majdnem két évvel megelőzve Alabama államiságát. A földet a choctaw indiánoktól szerezték meg az 1816-os Fort St. Stephens-i szerződés értelmében. 1817-ben a francia bevándorlók egy csoportja, akik egy haiti rabszolgalázadás után az Egyesült Államokban kapott menedéket, földet kapott, hogy borszőlő- és olajbogyó-termesztéssel foglalkozó kolóniát hozzanak létre. A telepesek négy települést kaptak a Kongresszus 1817. március 3-i aktusával. A megye nevét Abner Lipscomb bíró javasolta annak a mitológiának megfelelően, hogy a telepesek legalább egy része együtt szolgált Napóleon Bonaparte francia tábornokkal az olaszországi Marengóban aratott győzelmében, a Vitler és az Oline-i csapatok június 8-án. Colony, ahogy elterjedt, több várost alapított, köztük Demopolist. Amikor 1818-ban a területet hivatalosan megnyitották az általános letelepedés előtt, az úttörők főleg Virginiából, a Carolinából és Georgiából érkeztek. A későbbi telepesek Kentuckyból és Tennessee-ből a Federal Roadon keresztül utaztak . A környék első városai, amelyek Marengo megyévé váltak, Linden, Demopolis, Myrtlewood és Sweet Water voltak.
A megyeszékhely eredetileg Marengo városa volt. Nevét 1823-ban Lindenre változtatták, a Hohenlinden rövidített változatára, amely egy újabb francia győzelem színhelye volt 1800-ban Bajorországban. 1820-ban a megye egy kétszobás farönkökből álló bírósági épületet épített Linden óvárosi részén. Ezt a bírósági épületet 1825-ben egy nagyobb, kétszintes gerenda bíróságra cserélték, amely 1848-ban leégett. Az 1850-es években egy kétszintes szövetségi stílusú bíróság épült, amely továbbra is a legrégebbi görög újjászületés stilusban épült törvényszéke Alabamában. 1902-ig folyamatosan használták, kivéve az újjáépítés egy rövid időszakát , amikor a megyeszékhely Demopolisban volt. 1903-ban új gótikus stílusú bíróság épült; 1965-ben leégett, és 1968-ban a jelenlegi bírósági épület váltotta fel.

## Népesség
A 2020-as népszámlálási becslések szerint Marengo megye lakossága 19 323 volt. A válaszadók 51,6 százaléka afro-amerikainak, 46,5 százaléka fehérnek, 3,0 százaléka spanyol ajkúnak, 1,1 százaléka két vagy több rasszúnak, 0,4 százaléka ázsiainak, 0,3 százaléka indiánnak és 0,2 százaléka csendes-óceáni szigetlakónak vallotta magát. A legnagyobb város Demopolis, 7162 lakosra becsülik. Linden megyeszékhely lakossága 1930 főre becsülhető. További jelentős népesedési központok közé tartozik Faunsdale , Thomaston , Providence és Sweet Water . A háztartások medián jövedelme 33 029 dollár volt, szemben az állam egészének 52 035 dollárjával, az egy főre jutó jövedelem pedig 27 975 dollár volt, szemben az állam 28 934 dolláros átlagával.
A megye népességének változása:
| Lakosok száma | 20 941 | 20 689 | 20 389 | 20 155 | 20 028 | 19 323 |
|               | 2010   | 2011   | 2012   | 2013   | 2015   | 2020   |

## Gazdaság
Alabama megyéinek többségéhez hasonlóan Marengo megyében is a gazdálkodás volt az uralkodó foglalkozás a huszadik század közepéig. A Szőlő- és Olajkolónia kudarca után a telepesek a gyapot termesztése felé fordultak, amely az 1930-as évekig a legelterjedtebb termény volt. A nagy gazdasági világválság idején a gazdálkodók kukoricával és állattenyésztéssel foglalkoztak, a gyapotföldeket pedig marha- és tejelő tehenek legelőjévé tették . Az 1960-as években a gazdák szójababot termesztettek, és tavakat építettek harcsatenyésztéshez . Marengo megye gazdasága a huszadik század közepéig főként mezőgazdasági volt, de a Tombigbee folyó mentén fekvő sok hektáros erdő a faiparban is munkát adott .

## Foglalkoztatás
A 2020-as népszámlálási becslések szerint Marengo megyében a munkaerő a következő ipari kategóriák között oszlik meg:
```
Oktatási szolgáltatások, valamint egészségügyi és szociális segélyek (27,1 százalék)
Feldolgozóipar (17,7 százalék)
Kiskereskedelem (7,9 százalék)
Közigazgatás (7,5 százalék)
Építőipar (6,9 százalék)
Szállítás és raktározás, valamint közművek (6,9 százalék)
Szakmai, tudományos, gazdálkodási, valamint adminisztratív és hulladékgazdálkodási szolgáltatások (5,2 százalék)
Egyéb szolgáltatások, kivéve a közigazgatást (5,0 százalék)
Művészetek, szórakoztatás, rekreáció, valamint szállás- és étkezési szolgáltatások (4,9 százalék)
Mezőgazdaság, erdőgazdálkodás, halászat és vadászat , valamint kitermelő (4,5 százalék)
Pénzügy és biztosítás, valamint ingatlan, bérbeadás és lízing (3,6 százalék)
Információ (1,8 százalék)
Nagykereskedelem (1,0 százalék)
```

## Oktatás
A Marengo megyei iskolarendszer három általános és középiskolát felügyel. Ezenkívül a Demopolis City Schools hét általános és középiskolát, a Linden City Schools pedig öt általános és középiskolát felügyel.

## Földrajz
A körülbelül 982 négyzetmérföldet magába foglaló Marengo megye az állam nyugati-középső részén fekszik. A megye az Atlanti-óceáni-síkság régiójának keleti öböl-parti síkság fiziológiai szakaszán található . Északon Hale és Greene megyék, északkeleten Perry , Dallas és Wilcox megyék, délen Clarke megye, nyugaton Choctaw és Sumter megye határolja . A megye északi részén a Fekete Öv néven ismert sötétfekete préri talaj sáv fut át, a megye déli része homokos és agyagos talajokból áll.
A Black Warrior folyó a megye legészakibb részén található Demopolisban egyesül a kisebb Tombigbee folyóval. A Tombigbee folyó képezi a megye nyugati határát. Mindkét folyót az ország legkritikusabb vízgyűjtőinek tekintik , több mint 125 halfajjal , amelyek közül 10 veszélyeztetett . Számos mellékfolyó kínál festői kilátást és kikapcsolódási lehetőséget.
Az Egyesült Államok 43-as és 80-as autópályái a megye fő közlekedési útvonalai. A 43-as US Highway észak-déli irányban halad át a megye közepén, az US 80 pedig kelet-nyugati irányban a megye északi részén. A Demopolis Municipal Airport és a Freddie Jones Field Lindenben Marengo megye két nyilvános repülőtere .

## Események és látnivalók
Marengo megye számos lehetőséget kínál a kikapcsolódásra. Például a festői Black Warrior és Tombigbee Lakes rendszer, amely magában foglalja a Bankhead-tavat, a Holt-tavat, az Oliver-tavat, a Warrior-tavat, a Demopolis-tavat és a Coffeeville-tavat, számos szabadidős tevékenységet kínál, például vadászatot, horgászatot, csónakázást, túrázást és kempingezést. Az 520 hektáros Chickasaw State Parkban kempingek, gázlómedence és túraútvonalak, valamint nagy pavilonok és piknikezőhelyek találhatók. Az Alabama Rural Heritage Foundation and Center Thomaston ban található, egykori Marengo megyei középiskolában. Az 1909-ben elkészült épület az állam legrégebbi megyei középiskolája. Az 1986-ban indult és 1990-ben non-profit alapítványként bejegyzett központ az állam egész területéről származó hagyományos népművészetet és kézműves termékeket mutat be és árusít, közösségi központként és új bevételi forrásként szolgálva a térségben.
A Marengo Megyei Történeti és Archív Múzeum , amely a megye történelmével és kultúrájával kapcsolatos tárgyakat és egyéb tárgyakat mutatja be, a történelmi Rosenbush épületben, egy egykori bútorboltban található. Demopolis történelmi belvárosában számos épület található, amelyek szerepelnek a történelmi helyek nemzeti nyilvántartásában. A Gaineswood- kastély, a görög újjászületés előtti építészet országosan ismert példája, 1843 és 1861 között épült Nathan Whitfield tábornok irányításával. 1975-ben nyitották meg a nagyközönség előtt, és az ültetvényes korszakra emlékeztet, amikor a Fekete Öv Alabama legbefolyásosabb területe volt. Egyéb történelmi otthonok közé tartozik az 1832-ben épült Bluff Hall , amely jelenleg a helytörténeti múzeum, valamint a Lyon Hall , amely 1850 körül épült, és egy másik példa a görög újjászületés építészetére. A Laird Cottage ad otthont a Genfi Mercer Múzeumnak, amely a helyi szobrász életét és munkásságát ünnepli. Demopolis ad otthont a folyón karácsonynak is, amely minden évben december első hétvégéjén a Tombigbee folyót díszítő lebegő fénykijelzőiről ismert. A fesztiválon gyertyafényes túrák is szerepelnek a város számos történelmi otthonában, valamint grillezés.